# Амфилохије Иконијски
Свети Амфилохије Иконијски (грч. Αμφιλοχίου του Ικονίου) био је епископ у Иконији, на југу Мале Азије у периоду између 340. и 395. године. Помиње се као један од кападокијских отаца, као ученик Св. Василија Великог, блиски рођак Св. Григорија Богослова. 
Рођен је у Кесарији, у побожној хришћанској породици, од оца Амфилохија и мајке Ливије. Школовао се у Цариграду, а потом одлази у пустињу Озизала, у Кападокији, где борави у посту пуне три године. 
По избору за епископа у Иконији одмах развија широку пастирску и богословску, као и антијеретичку делатност. Његове проповеди су биле толико јаке да су се десила многа чудесна исцелења током њих. Као велики бранитељ Православља, 376. године сазвао је Сабор ликаонијских Епископа у Иконији, на којем признаје Символ Вере са Првог васељенског сабора у Никеји (325.) и осуђује јереси: савелијанство, аријанство, аномејство и духоборство. Активно учествује на Другом васељенском сабору у Цариграду, 381. године. 

## Амфилохије Иконијски у Охридском прологу
”Св. Амфилохије Епископ Иконијски. Земљак, друг и пријатељ Св. Василија Великог и других великих светитеља из IV столећа. Амфилохије рано остави метеж светски и повуче се у једну пештеру, где као отшелник проживи у подвигу 40 година. Догоди се тада, те се упразни епископска столица у Иконији, и Амфилохије чудесним начином би изабран и посвећен за Епископа Иконијског. Диван пастир и велики бранитељ чисте вере Православне. Учествовао на II Васељенском Сабору 381. године. Ревносно се борио против Македонија злочестивог, и против аријанаца и Евномија. Лично молио цара Теодосија Великог да изагна аријанце из сваког града у држави. Цар му не испуни жељу. После неколико дана опет се јави Амфилохије цару. Када Епископ би уведен у одају за примање, цар сеђаше на престолу, а до њега с десне стране сеђаше син му Аркадије, кога Теодосије беше узео себи за сацара. Ушавши Амфилохије свети поклони се цару Теодосију, а на Аркадија, сина царевог, и не обазре се као да га ту и не бејаше. Разгневи се због тога цар Теодосије веома, и нареди да се Амфилохије одмах истера из двора. Тада рече светитељ цару: „видиш ли, царе, како не подносиш бешчешће сина; тако и Бог Отац не трпи бешчешће Сина Свога, одвраћа се с ненавишћу од оних, који хуле Њега, и гневи се на све присталице оне проклете (Аријеве) јереси." Чувши ово цар разумеде зашто Амфилохије не одаде почаст сину његовом, и удиви се мудрости и смелости његовој. Између многих других трудова Св. Амфилохије написао је неколико књига о вери. Умро је 395. године у дубокој старости и преселио се у живот бесмртни.”
Православна црква слави Светог Амфилохија Иконијског 23. новембра.